# Studna lásky
Studna lásky je historická studna na Trenčínském hradě na Slovensku, kterou podle pověsti jako výkupné dal vykopat turecký velitel Omar pro lásku k zajaté manželce Fatimě.  Ve skutečnosti studnu vykopala hradní posádka a místní poddaní.
Pro zvýšení počtu návštěvníků hradu i jejich pohodlí vznikl kontroverzní projekt výtahu v šachtě studny, který bude přepravovat turisty na hrad, ale mnoho obyvatel Trenčína s tím nesouhlasí. 

## Pověst
Za dob uherského palatina Štěpána Zápolského (1434 – 1499) byla na Trenčínském hradě vězněna manželka tureckého vojenského velitele ( paši ) Omara.  Aby ji vysvobodil, slíbil hradnímu pánovi vykopat do skály studnu, čímž se hrad stane nedobytný. Podle pověsti 3 roky kopalo 300 Turků do hradní skály, dokud se objevila voda. Osvobozená Fatima na cestě z hradu ztratila závoj a na tom místě dodnes stojí nejstarší trenčínský hostinec zvaný Závoj, nyní restaurace Fatima. 

## Skutečnost
Výkop studny započal okolo roku 1530, za účasti hradní habsburské posádky a hradních poddaných. Stavba studny byla dokončena po 40 letech za palatina Alexeje I. Turza. Hloubka studny je asi 80 metrů, ale je to pouze nateklá dešťová voda, ne podzemní voda. 